# CB4
CB4 is een Amerikaanse komische film uit 1993 van Tamra Davis met in de hoofdrollen onder meer Chris Rock en Chris Elliott. De film is vooral een satire op het rond die tijd zeer populaire muziekgenre gangsta rap en de cultuur daaromheen.

## Verhaal
De drie vrienden Albert (Chris Rock), Euripides (Allen Payne) en Otis (Deezer D) hebben de ambitie om een rapgroep te vormen en nemen hierom contact op met de criminele nachtclubeigenaar Gusto (Charlie Murphy). Als de politie tijdens het overleg binnenvalt en Gusto arresteert, denkt deze dat de drie daarvoor verantwoordelijk zijn en zweert hij wraak. Terwijl hij in de gevangenis zit, steelt Albert echter Gusto's identiteit en vormt als "MC Gusto" met zijn vrienden de gangstarapgroep CB4, wat staat voor "Cell Block 4", de gevangenisafdeling waar de groep zogenaamd gevormd zou zijn.
CB4 wordt een enorm succes, dat op de voet gevolgd wordt door de beginnende documentairemaker A. White (Chris Elliott), maar de groep krijgt het al snel te stellen met politicus Virgil Robertson (Phil Hartman), die de groep wil bestrijden vanwege hun obscene teksten, en met de "golddiggende" groupie Sissy (Khandi Alexander).

## Rolverdeling
| Acteur           | Personage           | Opmerkingen                    |
| ---------------- | ------------------- | ------------------------------ |
| Chris Rock       | Albert Brown        | CB4-lid "MC Gusto"             |
| Allen Payne      | Euripides Smalls    | CB4-lid "Dead Mike"            |
| Deezer D         | Otis Jackson        | CB4-lid "Stab Master Arson"    |
| Charlie Murphy   | Gusto               | crimineel en nachtclubeigenaar |
| Chris Elliott    | A. White            | documentairemaker              |
| Phil Hartman     | Virgil Robinson     | politicus                      |
| Khandi Alexander | Sissy               | groupie                        |
| Theresa Randle   | Eve                 |                                |
| Rachel True      | Daliha              | Alberts vriendin               |
| LaWanda Page     | Alberts grootmoeder |                                |